# Göncöl-Stiftung

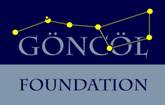
Logo der Göncöl-Stiftung

Die Göncöl-Stiftung (ungarisch: Göncöl Alapítvány) ist eine ungarische Umweltschutzorganisation mit Hauptsitz im Göncöl Haus (ungarisch: Göncöl Ház) in Vác, Ungarn. In ihrer heutigen Form wurde die Stiftung 1989 gegründet.  Göncöl ist politisch und konfessionell unabhängig sowie nicht profitorientiert. Stiftungszweck von Göncöl ist die Pflege und Bewahrung der natürlichen Ressourcen und der Umwelt sowie die Beratung und Bildung der ungarischen Gesellschaft in Fragen des Umweltschutzes. Sie bildet außerdem den Kern der Göncöl-Allianz, eines Zusammenschlusses mehrerer ungarischer NGOs, Experten und freiwilliger Mitarbeiter, die mit gemeinsamen Anliegen im Umweltschutz aktiv sind. Die Stiftung ist Mitglied von internationalen Organisationen, wie der International Union for Conservation of Nature and Natural Resources (kurz IUCN). Im Göncöl-Haus befindet sich auch der Sitz des ungarischen Nationalkomitees von IUCN. 1993 wurde die Arbeit der Stiftung mit dem Naturschutzpreis „Pro Natura“ der Republik Ungarn gewürdigt.
Arbeitsschwerpunkte der Göncöl-Stiftung bilden das Institut für regionale Studien, das Redaktions- und Verlagsbüro, die Arbeitsgruppe für die Erziehung in Umweltschutz und Nachhaltigkeit, die Arbeitsgruppe für öffentliche Beratung sowie die Galerie und das Besucherzentrum. Das wissenschaftliche Institut, das Erziehungszentrum mit Bibliothek und Ausstellungsraum sowie das Sekretariat sind im Göncöl-Haus in Vác. Ein Feldzentrum, das für Exkursionen, Lager und Voluntäreinsätze genutzt wird, befindet sich in Pénzesgyőr (Bakony-Gebirge). Das Redaktionsbüro liegt in Budapest und veröffentlicht zusammen mit dem Zoologischen und Botanischen Garten in Budapest zwei monatlich erscheinende Zeitschriften über Natur- und Tierschutz, die in Ungarn landesweit vertrieben werden. Die Zeitschrift Vadon (deutsch: Wildnis) richtet sich primär an Erwachsene und Süni (deutsch: Igel) an Kinder und Jugendliche. Die Galerie befindet sich im alten Wasserturm auf der Margareteninsel (Budapest), einem der Wahrzeichen der Insel.
Göncöl nahm nach der Wende eine signifikante Rolle bei der Herausbildung der nationalen Umweltschutzpolitik ein und war unter anderem wesentlich an der Vorbereitung und Ausformulierung des ungarischen Umweltschutzgesetzes beteiligt.